# Svartbådan, Ingå
Svartbådan är en ö i Finland. Den ligger i Finska viken och i kommunen Ingå i den ekonomiska regionen  Raseborg i landskapet Nyland, i den södra delen av landet. Ön ligger omkring 61 kilometer sydväst om Helsingfors.
Öns area är 0,3 hektar och dess största längd är 80 meter i öst-västlig riktning. Närmaste större samhälle är Ingå, 16,7 km norr om Svartbådan.